# 克雷泰伊-莱沙站
克雷泰伊-莱沙站（法語：Créteil - L'Échat）是巴黎地鐵的一個車站。克雷泰伊-莱沙站位於克雷泰伊，是一個地表車站。克雷泰伊-莱沙站開通於1973年9月24日，是巴黎地鐵8號線延長工程的一部分。在1974年9月9日之前，克雷泰伊-莱沙站是8號線東側的端點車站。

## 車站結構
| 月台層 | 西行               | 往巴拉（邁松阿爾福-茹伊奧特） |
| 月台層 | 島式月台，左側開門 |                               |
| 月台層 | 東行               | 往湖之角（克雷泰伊大學）      |
| 月台層 | 側線               | 無定期服務                    |
| 1F     | 夾層               |                               |
| 街道層 |                    |                               |